# Роузвил (Минесота)
Роузвил (енгл. Roseville) град је у америчкој савезној држави Минесота.

## Демографија
По попису из 2010. године број становника је 33.660, што је 30 (-0,1%) становника мање него 2000. године.
| Група             | 2000.          | 2010.          |
| Белци             | 29.831 (88,5%) | 26.700 (79,3%) |
| Афроамериканци    | 945 (2,8%)     | 2.083 (6,2%)   |
| Азијати           | 1.646 (4,9%)   | 2.442 (7,3%)   |
| Хиспаноамериканци | 664 (2,0%)     | 1.551 (4,6%)   |
| Укупно            | 33.690         | 33.660         |